# Odontopera asiatica
Odontopera asiatica är en fjärilsart som beskrevs av Bang-haas 1907. Odontopera asiatica ingår i släktet Odontopera och familjen mätare. Inga underarter finns listade i Catalogue of Life.